# 安平公主 (唐憲宗)
安平公主（?—?），唐朝公主，是中国唐朝第十一代皇帝唐宪宗李纯之女。生母孝明皇后郑氏。
公主嫁给刘异。兄长唐宣宗在位时，本来宰相欲委任刘异当平卢节度使。唐宣宗舍不得唯一的同母妹妹，刘异改任邠宁节度使。安平公主告别带着刘异的妾，宣宗对安平公主不嫉妒，非常赞赏。安平公主在邠州，宣宗特许她每年乘车入朝觐见。唐僖宗乾符年间，安平公主去世。